# Ràdio Evolució
Ràdio Evolució es una cadena de radio asociativa catalana, que emite en Cataluña. Sus emisiones se iniciaron en 2006. Es el único referente de la ciudad de Barcelona con una programación basada esclusivamente en la divulgación científica y en ofrecer selecciones musicales interminables de grandísima calidad. 

## Programación
Emite una programación de carácter divulgativo y unificador, en castellano y catalán primordialmente.

## Estilos musicales
Los dos estilos básicos de Ràdio Evolució son el Reggae y la Electrónica, aunque también seleccionan jazz y pop-rock con sus variantes estilísticos.

## Cobertura
Barcelona y Bajo Llobregat.